# Phlegmariurus cuernavacensis
Phlegmariurus cuernavacensis är en lummerväxtart som först beskrevs av Underw. och F.E.Lloyd, och fick sitt nu gällande namn av B. Øllg. Phlegmariurus cuernavacensis ingår i släktet Phlegmariurus och familjen lummerväxter. Inga underarter finns listade i Catalogue of Life.